# ماريا (فلم 2024)
ماريا (الإنجليزية: Maria) هو فيلم سيرة ذاتية، ودراما، وفيلم درامي نفسي ‏ صَدَرَ في 29 أغسطس 2024. الفيلم من إنتاج فریمنتل ‏، وكومبليزن فيلم ‏، وفابولا ‏، وذا آلبارتمينت ‏، وتولّت نتفليكس، و01 للتوزيع ‏، وستوديو كنال، وادس سيرفيس ‏ توزيعه، وهو من إخراج بابلو لاراين، أما السيناريو فكان من كتابة ستيفن نايت.

## طاقم التمثيل
- أنجلينا جولي، بدور ماريا كالاس
- كودي سميت-ماكفي
- أليساندرو بريسانيلو  [لغات أخرى]‏، بدور جيوفاني باتيستا مينيجيني
- أجيلينا بابادوبولو  [لغات أخرى]‏، بدور ماريا كالاس
- بييرفرانشيسكو فافينو
- خلوق بيلغينر، بدور أرسطو أوناسيس
- ألبا رورفاكر
- فاليريا غولينو
- كاسبار فيليبسون  [لغات أخرى]‏، بدور جون كينيدي

## وصلات خارجية
- مقالات تستعمل روابط فنية بلا صلة مع ويكي بيانات